# Âu Cơ
Âu Cơ (Chữ Hán : 嫗姬 ; API : [əu˧ kəː˧]) est, selon le mythe de la création du peuple vietnamien, une fée immortelle des neiges des montagnes qui épousa Lạc Long Quân (« Roi-dragon de Lạc »), et donna naissance à un sac d'œufs qui fit éclore en une centaine d'enfants connus sous le nom de Bách Việt, ancêtres du peuple vietnamien. Âu Cơ est ainsi souvent considéré comme la mère de la civilisation vietnamienne,.

## Mythologie

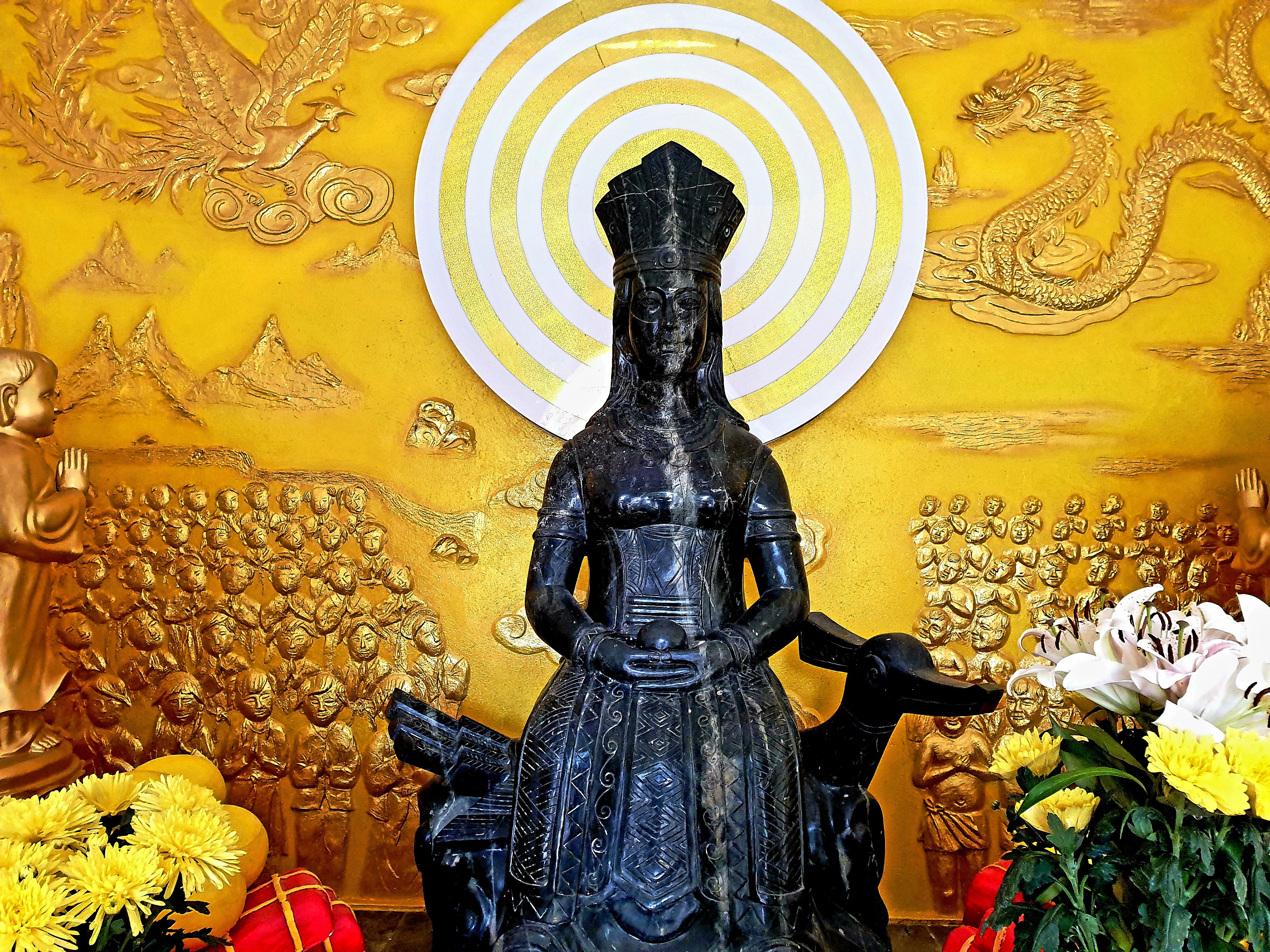
Statue Âu Cơ au temple Kỳ Quang.

Âu Cơ était une belle jeune fée qui vivait dans les hautes montagnes enneigées. Elle voyageait pour aider ceux qui souffraient de maladies car elle possédait des compétences en médecine et tenait une grande bonté. Un jour, lorsqu'un monstre apparut soudainement devant elle durant son voyage, elle s'est effrayé et se transforma en grue pour s'envoler. Quand Lạc Long Quân, le roi-dragon de la mer, passait à proximité et vit la grue en danger. Il attrapa un rocher et tua le monstre avec. Quand Âu Cơ a cessé de voler pour rencontrer son sauveur, elle est redevenue une fée et est immédiatement tombée amoureuse du roi-dragon. Elle tomba enceinte d'un sac d'œufs, d'où sortirent une centaine d'enfants. 
Cependant, malgré leur amour l'un pour l'autre, Âu Cơ avait toujours souhaité être à nouveau dans les montagnes et Lạc Long Quân, aussi, aspirait à la mer où la longueur des jours se mesure en saisons. Ils se sont séparés, emmenant chacun 50 enfants. Âu Cơ s'est installée dans les montagnes enneigées vietnamiennes où elle a élevé cinquante jeunes dirigeants intelligents et forts, connus plus tard sous le nom de Hùng Vương, les rois Hùng,.

## Dans la littérature vietnamienne
Les livres Đại Việt sử ký toàn thư (du XVe siècle) et Lĩnh Nam chích quái (Merveilles arrachées à la poussière de Linh-nam, du XIVe siècle) tiennent des références à la légende. Dans le Đại Việt sử ký toàn thư Âu Cơ est la fille de Đế Lai (également connu sous le nom de Đế Ai 帝哀, ou Empereur Ai, qui était un descendant de Shennong), tandis que dans le Lĩnh Nam chích quái, Âu Cơ était Đế La concubine de Lai  avant son mariage avec Lạc Long Quân. De plus, dans le livre Lĩnh Nam chích quái, Âu Cơ a donné naissance à un sac d'œufs mais l'a jeté dans le champ, croyant que le sac d'œufs était porteur de mauvais présages. Ngô Sĩ Liên a commenté dans le sử ký la nature quelque peu primitive de la relation entre les deux géniteurs, étant donné que le père de Lạc, Kinh Dương Vương, et le grand-père de Âu, Đế Nghi, étaient frères faisant de la fée la nièce du roi-dragon L'histoire d'Âu Cơ et de Lạc Long Quân est largement enseignée dans les écoles vietnamiennes,.
Dans sa brochure sur la guerre du Vietnam, appelée simplement "Vietnam", l'auteure américaine Mary McCarthy mentionne l'utilisation du mythe de la création vietnamienne par des agents américains cherchant à rallier un soutien patriotique au Sud-Vietnam.